# Origin (együttes)
Az Origin egy amerikai death metal zenekar, mely 1998-tól van jelen a színtéren. Pályafutásuk alatt eddig 4 nagylemezt jelentettek meg. Zenéjükben a Suffocation és a Cryptopsy által lefektetett technikás death metalt fejlesztik tovább, rendkívül technikás hangszerkezeléssel és szélsebes, összetett ritmusokkal. Az ultratechnikás death metal irányzat egyik legnépszerűbb képviselői, hatásuk nemcsak az olyan zenekarok összetett gitártémáiban fedezhető fel, mint a Beneath the Massacre vagy az újabbkori Dying Fetus, de a megduplázott vagy triplázott vokáltémák területén is.

## Tagok
- James Lee – ének (2001–napjainkig)
- Paul Ryan – gitár, vokál (1997–napjainkig)
- Jeremy Turner – gitár, vokál (1997–2002, 2007–napjainkig)
- Mike Flores – basszusgitár, vokál (2001–napjainkig)
- John Longstreth – dob (1999–2003, 2006–napjainkig)

Korábbi tagok
- Mark Manning – ének (1997–2001)
- Clint Appelhanz – basszusgitár, gitár (1997–1999, 2002–2006)
- Doug Williams – basszusgitár (1999–2001)
- George Fluke – dob (1998–1999)
- James King – dob (2003–2006)

## Diszkográfia
- Origin (2000)
- Informis Infinitas Inhumanitas (2002)
- Echoes of Decimation (2005)
- Antithesis (2008)
- Entity (2011)

## Külső hivatkozások
- Origin (együttes) a Myspace-en